# ロビン境界条件
数学の分野におけるロビン境界条件（ろびんきょうかいじょうけん、英: Robin boundary condition）あるいは第3種境界条件とは、数学者のヴィクトール・ギュスターヴ・ロビン（1855–1897）の名にちなむ境界条件である。常微分方程式あるいは偏微分方程式に対し、解の定義域の境界上における値と、その微分の値の線型結合により表される。
ロビン境界条件はディリクレ境界条件とノイマン境界条件の組み合わせであり、境界上の異なる部分集合に対してそれぞれ異なる境界条件を定める混合境界条件とは区別される。電磁気学の問題へと応用される関係上、インピーダンス境界条件と呼ばれることもある。
与えられた方程式の解の定義域を Ω とし、{\displaystyle \partial \Omega } をその境界とするとき、ロビン境界条件は
{\displaystyle au+b{\frac {\partial u}{\partial n}}=g\quad {\text{on}}~~\partial \Omega \,}
と記述される。ここで、a および b はゼロでない定数、g は境界 {\displaystyle \partial \Omega } 上定義される関数である。また、u は Ω 上の未知関数で、{\displaystyle {\partial u}/{\partial n}} はその法線微分を表す。より一般的なケースでは、a と b は定数でなく関数となる。
一次元で {\displaystyle \Omega =[0,1]} とした場合、例えば次のようなロビン境界条件が考えられる:
{\displaystyle au(0)-bu'(0)=g(0)\,}
{\displaystyle au(1)+bu'(1)=g(1).\,}
ここで二つの式の微分の項の前後で正負の符号が反転していることに注意されたい。これは、点 0 での {\displaystyle [0,1]} への法線は負の方向を向いているのに対し、点 1 での {\displaystyle [0,1]} への法線は正の方向を向いているためである。
ロビン境界条件は、理学および工学の多くの場面で登場するスツルム＝リウヴィル問題を解く際に、広く用いられる。
また、ロビン境界条件は移流拡散方程式に対する断熱境界条件の一般的な形でもある。移流フラックスと拡散フラックスの和がゼロであるような
{\displaystyle -D{\frac {\partial c(0)}{\partial x}}+u_{x}(0)\,c(0)=0\,}
という形で、そのような境界条件は記述される。ここで D は拡散定数、u は境界での対流速度、c は濃度を表す。この式の第一項はフィックの法則によるものである。